# Étymologie
 (janvier 2017).
L’étymologie est la science qui a pour objet la recherche de l'origine des mots d'une langue donnée, et la reconstitution de l'ascendance de ces mots. 
Elle s’appuie sur des lois de la phonétique historique et sur l’évolution sémantique des termes envisagés.
 Un étymon est un « mot attesté ou reconstitué qui sert de base à l'étymologie d'un terme donné ».

## Étymologie d'un mot
Étymologie est un mot composé et savant issu du grec ancien, ἐτυμολογία / etumología, lui-même formé sur le mot du grec ancien ἔτυμov / étumon, « vrai sens, sens étymologique », et sur la base -λογια / -logia, dérivée de λόγος / lógos, « discours, raison », qui sert à fournir les noms de disciplines. C'est donc, à l'origine, l'étude de la vraie signification d'un mot.
La définition doit cependant être dépassée : l’étymologie étudie sinon l’origine, du moins un état, le plus ancien possible, des mots. On considère que les mots d’une langue peuvent, d’un point de vue diachronique, avoir principalement quatre origines :
- ce sont des mots hérités d’un état plus ancien de la même langue ou d’une langue-mère, à la suite d'un usage constant ; ces mots ont donc subi le processus d'évolution phonétique de la langue ; le terme ancien à l’origine du mot nouveau est nommé étymon.
Par exemple le Petit Robert donne les étymologies suivantes :
  - pour peuple : latin classique populus ; poblo (842) ; en ancien français, pueple, pople (XIe siècle) ; peuple (vers 1430)
  - pour bœuf : latin classique bos, bovis ; en ancien français, buef (XIe siècle)
  - pour alouette : ancien français aloue, emprunté au gaulois alauda ;
- ce sont des mots empruntés à une autre langue, qui se sont adaptés au système phonologique et graphique de la langue réceptrice ;
- ce sont des mots et des noms qui ont subi une longue et lente évolution selon les lieux et les époques à des rythmes et des modes plus ou moins soutenus. Un mot ou un nom en Île de France n'est pas un mot ou un nom en Pays Basque, en Provence, en Bretagne, en Alsace, ou encore au Québec ;
- ce sont des créations ou « néologismes » (souvent formés à partir de racines grecques et latines pour les langues européennes, parfois à partir de racines propres à la langue elle-même, comme pour l'islandais).

## Doublets populaires et savants
Quand, dans une langue, un même étymon a été hérité et emprunté ultérieurement, les deux mots obtenus sont nommés doublets lexicaux. On en trouve un grand nombre en français : la plupart des mots français proviennent en effet du latin ; certains se sont transmis depuis le latin vulgaire en se modifiant phonétiquement, ce sont les mots hérités ; le même étymon a parfois aussi été emprunté postérieurement, dans le vocabulaire savant ; les deux mots issus du même seul étymon latin mais ayant suivi deux voies différentes se nomment respectivement doublet populaire et doublet savant. Leurs sens sont généralement différents, le doublet savant gardant une acception plus proche du sens étymologique. Ainsi, le mot latin potionem donne potion dans la langue savante, mais poison dans la langue populaire.
C’est aussi le cas pour l’étymon fabrica(m) :
- le mot hérité du latin a donné forge en suivant l’évolution phonétique naturelle au cours des siècles ;
- le mot latin a été emprunté au XIVe siècle pour devenir le doublet savant fabrique.

D’autres doublets importants, dans l’ordre vulgaire / savant (étymon latin) : orteil / article (articulum), chose / cause (causam), frêle / fragile (fragilem), froid / frigide (frigidum), moule / muscle (musculum), métier / ministère (ministerium), tôle / table (tabulam), etc.
Il peut aussi arriver qu'un triplet existe comme pour chancre / cancre / cancer (latin cancer).
Il faut donc distinguer entre les mots hérités de la langue-mère qu’est le latin, et ceux qui ont été empruntés.

## Sources d’emprunts du français
La langue française s’est élaborée lentement à partir d’un dialecte latin influencé par la langue celtique préexistante (substrat gaulois) puis plus encore par la langue de superstrat, le vieux bas francique. C’est sans doute vers l’époque de Charlemagne que les gens s’aperçoivent de cette évolution : ils ne parlent plus le latin mais l’« ancêtre » du français. Mais il faudra attendre François Ier pour que cette langue supplante le latin comme langue écrite et bien plus longtemps encore pour qu’elle soit comprise et parlée dans toutes les régions. Mis à part les influences qui ont pris part à sa genèse, la langue française a aussi emprunté de nombreux mots à d’autres langues :
- au gaulois, supplanté par le latin mais qui a légué de nombreux mots dans la langue mais surtout dans la toponymie française ;
- au latin, majoritairement sous sa forme classique, phénomène qui se poursuit aujourd'hui ;
- au vieux bas francique qui a eu une influence plus que déterminante sur la naissance de la langue française ;
- au grec ancien via le latin, origine dite gréco-latine ;
- au grec ancien directement pour former des mots savants en philosophie, science, technique… ; phénomène qui se poursuit de nos jours ;
- à l’anglais, à partir du XIXe siècle, phénomène qui s'amplifie actuellement ;
- à l’allemand aux XIXe et XXe siècle essentiellement ;
- à l’hébreu de manière réduite ;
- à l'espagnol et aux langues amérindiennes à partir du XVIe siècle ;
- aux langues indiennes (d’Inde) de manière négligeable ;
- à l’italien à partir de la Renaissance ;
- au néerlandais à partir du XVIe siècle dans les domaines maritime et commercial ;
- à l’arabe, dans les domaines de l’astronomie, de la chimie, de la botanique, des mathématiques et du commerce ;
- à l'ancien scandinave dans le domaine notamment de la marine ancienne et de la navigation au Moyen Âge ;
- à diverses langues régionales françaises, de manière réduite.

Henriette Walter, dans l’Aventure des mots français venus d’ailleurs, relève : « À titre indicatif, les emprunts linguistiques français sont bien réels : ainsi sur les 35 000 mots d’un dictionnaire de français courant, 4 200 sont de toute évidence empruntés à des langues étrangères », dont les deux principales (hormis le latin et le grec) sont l’anglais (25 %) et l’italien (16,8 %).
Pour le détail de ces emprunts, se reporter à l’article Emprunt lexical.

## Du bon usage des dictionnaires
Les dictionnaires courants indiquent de manière occasionnelle (Petit Larousse, Wiktionnaire…) ou systématique (Petit Robert) l’étymologie des mots français. Ils le font d’une manière nécessairement très concise qui occasionne parfois des malentendus de la part des non-spécialistes.

### Transcription des mots grecs
Les mots grecs sont généralement donnés en translittération.
En conséquence, des mots comme aggelos, aggeion, egkephalos, larugx, ogkos (étymologie des mots ou éléments ange, angio-, encéphale, larynx, onco-) doivent se lire angelos, angeion, enkephalos, larunx, onkos (ou plus précisément aŋgelos, etc.).
En effet, les alphabets grec et latin n’ont pas de lettre propre pour la consonne ŋ (comme le n de l'anglais pink). Celle-ci est écrite en grec comme un g (γ) dans tous les cas (c’est-à-dire devant les lettres m, n et g, k, kh, x), tandis que le latin l’écrit g devant m, n et l’écrit n devant g, c, ch, x.
D’autre part, les diphtongues du grec sont souvent altérées dans la prononciation scolaire des différents pays. Par exemple, eu (ευ) était prononcé en réalité éou (comme dans l’occitan souléu « soleil »), d'où en grec médiéval et moderne èv ou ef.

### Déclinaison des noms grecs et latins
Les noms et adjectifs grecs et latins se déclinent, c’est-à-dire que leur forme varie selon le cas (sujet, complément, etc.), le genre (féminin, masculin, neutre), et le nombre (singulier, pluriel), et non seulement selon le genre, et le nombre, comme en français.
Le cas employé pour citer un nom ou un adjectif est le nominatif. Mais le nominatif seul ne suffit pas pour savoir décliner le mot. C’est pourquoi on doit donner aussi la forme du génitif (qui correspond en français au complément du nom). Exemple : grec odous (nominatif : « dent »), odontos (génitif : « d’une dent », « de dent »). L’indication du génitif sert d’une part à indiquer à quel type de déclinaison appartient le mot, d’autre part à isoler le radical, qui, dans certains types de déclinaison, n’est pas reconnaissable au nominatif. Exemple : le nom de la « dent » : en grec, radical odont-, nominatif odous, génitif odontos ; en latin, radical dent-, nominatif dens, génitif dentis. Dans les dictionnaires français, le génitif grec ou latin est indiqué uniquement s’il est nécessaire dans cette seconde fonction, c’est-à-dire si le radical n'est pas reconnaissable au nominatif. Exemple : grec odous, odontos (étymologie de parodonte, etc.), latin dens, dentis (étymologie de dent), mais pour des mots comme grec periplous, latin discipulus (étymologie de périple, disciple) on ne donne pas le génitif periplou, discipuli.
Autres exemples montrant que la forme du génitif (et du reste de la déclinaison) n'est pas prédictible à partir de celle du nominatif (les formes sont citées dans cet ordre : nominatif, génitif, signification) : grec pous, podos, pied ; bous, boos, bœuf ; logos, logou, parole, discours ; algos, algous, douleur ; latin frons, frontis, front ; frons, frondis, feuillage ; palus, pali, pieu ; palus, paludis, marais ; salus, salutis, salut ; manus, manus, main.
Une faute fréquente chez les non-initiés, lorsqu'ils citent l’étymologie d’un mot, consiste à citer seulement la seconde des deux formes (en croyant qu'il s'agit simplement de deux synonymes, et parce que c’est la seconde forme – celle qui conserve le radical intact – qui ressemble le plus au mot français à expliquer). Non : c’est la première forme qu’il faut citer de toute façon, et facultativement la seconde. Pour reprendre l'exemple ci-dessus, c’est odous qui signifie « dent » en grec, ce n’est pas odontos, ce dernier n’étant qu’une forme fléchie.

### Sens des mots
Le sens d’un mot dans la langue source n’est indiqué que de façon sommaire (dans la notice étymologique d’un dictionnaire d’usage), et seulement lorsqu’il diffère du sens français.
Avant de se risquer à des commentaires philosophiques ou autres sur le changement de sens d’un mot, il est recommandé de consulter un dictionnaire de la langue source pour le sens et l’usage exacts du mot source, ou/et un dictionnaire étymologique ou historique du français (voire de la langue source) pour connaître l’histoire des significations. On lit parfois dans la presse ou la littérature des commentaires inspirés, par exemple, par l’étymologie du mot français travail (latin [tardif, régional] *tripalium, instrument de torture) ou par la polysémie du mot latin persona (masque [de théâtre], personnage [de théâtre], personne), commentaires dont les auteurs ont visiblement « inventé » un lien entre le sens initial et le sens final d’un mot sans connaître leur filiation réelle.